# Puchar CEV w piłce siatkowej mężczyzn (2009/2010)
Puchar CEV 2009/2010 – 3. sezon Pucharu CEV rozgrywanego od 2007 roku, organizowanego przez Europejską Konfederację Piłki Siatkowej (CEV) w ramach europejskich pucharów dla męskich klubowych zespołów siatkarskich „starego kontynentu”.

## System rozgrywek
Sporządzenie „drabinki pucharowej” i losowanie poszczególnych par tej edycji pucharu odbyło się 26 czerwca 2009 roku w Austrii.
Rywalizacja w pierwszych trzech rundach toczyć się będzie w parach na zasadzie dwumeczów (mecz i rewanż) "systemem pucharowym" (gorszy odpada). Po zakończeniu ćwierćfinałów odbyła się tzw. runda Challenge. Zostaną do niej zakwalifikowani 4 zwycięzcy ćwierćfinałów Pucharu CEV oraz 4 najlepsze ekipy fazy grupowej Ligi Mistrzów sezonu 2009/2010, które nie wyszły z grupy (w sumie 8 drużyn). Zwycięzcy tego szczebla awansują do Final Four.

## Drużyny uczestniczące
- Bre Banca Lannutti Cuneo
- CoprAtlantide Piacenza
- Fakieł Nowy Urengoj
- Iskra Odincowo
- Domex Tytan AZS Częstochowa
- ZAKSA Kędzierzyn-Koźle
- Iraklis AC
- EA Patras
- Montpellier Université Club
- Tourcoing Lille Métropole
- Tours VB
- PNV Waasland
- VC Euphony Asse-Lennik
- Noliko Maaseik
- Pòrtol Palma Majorka
- CAI Teruel
- Generali Haching
- aon hotVolleys Wiedeń
- Arkas Spor Izmir
- Dynamo Apeldoorn
- VK Dukla Liberec
- Crvena zvezda Belgrad
- Budućnost Podgorica
- Marchiol Vodi Prvačina
- Salonit Anhovo Kanal
- Dinamo Bukareszt
- Tomis Konstanca
- Tampereen Isku-Volley
- Perungan Pojat
- Lausanne UC
- Volley Amriswil
- Diamant Kaposvár
- MOK Zagreb
- Anorthosis VC
- Selver Tallinn

## Rozgrywki
Wszystkie godziny według czasu lokalnego.

### 1/16 finału
| Data                                                                                             | Godz. | Drużyna 1                   | Wynik | Drużyna 2                | 1     | 2     | 3     | 4     | 5     | Złoty set | Widzów | *      |
| ------------------------------------------------------------------------------------------------ | ----- | --------------------------- | ----- | ------------------------ | ----- | ----- | ----- | ----- | ----- | --------- | ------ | ------ |
| 02.12.2009                                                                                       | 19:00 | Iskra Odincowo              | 3:0   | Anorthosis Famagusta     | 25:18 | 25:18 | 25:16 |       |       |           | 1800   | raport |
| 10.12.2009                                                                                       | 20:00 | Iskra Odincowo              | 3:0   | Anorthosis Famagusta     | 25:19 | 25:21 | 25:22 |       |       | 500       | raport |        |
| 02.12.2009                                                                                       | 18:30 | Fakieł Nowy Urengoj         | 3:0   | Salonit Anhovo Kanal     | 25:13 | 25:16 | 25:10 |       |       |           | 1000   | raport |
| 09.12.2009                                                                                       | 19:00 | Fakieł Nowy Urengoj         | 3:0   | Salonit Anhovo Kanal     | 25:13 | 25:23 | 25:18 |       |       | 600       | raport |        |
| 02.12.2009                                                                                       | 20:15 | Tomis Konstanca             | 3:0   | Montpellier UC           | 34:32 | 25:22 | 25:15 |       |       | 15:17     |        | raport |
| 08.12.2009                                                                                       | 20:00 | Tomis Konstanca             | 0:3   | Montpellier UC           | 17:25 | 16:25 | 25:27 |       |       | 15:17     | 1000   | raport |
| 02.12.2009                                                                                       | 19:00 | Domex Tytan AZS Częstochowa | 3:1   | Generali Haching         | 25:22 | 25:20 | 23:25 | 25:15 |       | 15:12     | 1100   | raport |
| 09.12.2009                                                                                       | 19:30 | Domex Tytan AZS Częstochowa | 1:3   | Generali Haching         | 25:22 | 18:25 | 13:25 | 23:25 |       | 15:12     | 800    | raport |
| 02.12.2009                                                                                       | 19:00 | EA Patras                   | 3:0   | Perungan Pojat           | 25:20 | 25:19 | 25:21 |       |       |           | 350    | raport |
| 09.12.2009                                                                                       | 18:30 | EA Patras                   | 3:0   | Perungan Pojat           | 25:23 | 26:24 | 25:20 |       |       |           | raport |        |
| 03.12.2009                                                                                       | 20:15 | aon hotVolleys Wiedeń       | 3:1   | Diamant Kaposvár SE      | 25:15 | 24:26 | 25:23 | 25:14 |       |           |        | raport |
| 08.12.2009                                                                                       | 18:00 | aon hotVolleys Wiedeń       | 2:3   | Diamant Kaposvár SE      | 22:25 | 25:19 | 25:17 | 18:25 | 12:15 | 400       | raport |        |
| 02.12.2009                                                                                       | 19:00 | GS Iraklis                  | 3:0   | VC Euphony Asse-Lennik   | 25:21 | 25:22 | 25:18 |       |       |           |        | raport |
| 09.12.2009                                                                                       | 20:00 | GS Iraklis                  | 1:3   | VC Euphony Asse-Lennik   | 19:25 | 23:25 | 25:20 | 10:25 |       |           | raport |        |
| —                                                                                                | —     | Palma Volley                | 3:0   | MOK Zagrzeb              | 25:0  | 25:0  | 25:0  |       |       |           | —      | raport |
| —                                                                                                | —     | Palma Volley                | 3:0   | MOK Zagrzeb              | 25:0  | 25:0  | 25:0  |       |       | —         | raport |        |
| MOK Zagrzeb wycofał się z rozgrywek. Oba mecze zakończyły się walkowerem dla klubu Palma Volley. |       |                             |       |                          |       |       |       |       |       |           |        |        |
| 02.12.2009                                                                                       | 18:30 | Tampereen Isku-Volley       | 1:3   | Arkas Spor               | 18:25 | 22:25 | 26:24 | 23:25 |       |           | 610    | raport |
| 10.12.2009                                                                                       | 19:00 | Tampereen Isku-Volley       | 0:3   | Arkas Spor               | 16:25 | 19:25 | 21:25 |       |       | 825       | raport |        |
| 03.12.2009                                                                                       | 20:00 | Crvena zvezda Belgrad       | 3:0   | PNV Waasland             | 25:16 | 25:24 | 25:22 |       |       |           | 600    | raport |
| 09.12.2009                                                                                       | 20:30 | Crvena zvezda Belgrad       | 3:2   | PNV Waasland             | 26:28 | 26:24 | 25:11 | 29:31 | 15:10 | 1100      | raport |        |
| 03.12.2009                                                                                       | 20:00 | Marchiol Vodi Prvačina      | 1:3   | ZAKSA Kędzierzyn-Koźle   | 22:25 | 25:22 | 15:25 | 23:25 |       |           |        | raport |
| 10.12.2009                                                                                       | 18:00 | Marchiol Vodi Prvačina      | 0:3   | ZAKSA Kędzierzyn-Koźle   | 19:25 | 15:25 | 23:25 |       |       |           | raport |        |
| 02.12.2009                                                                                       | 20:00 | Tourcoing LM                | 3:0   | Lausanne UC              | 25:16 | 25:15 | 25:15 |       |       |           | 650    | raport |
| 09.12.2009                                                                                       | 20:00 | Tourcoing LM                | 3:1   | Lausanne UC              | 23:25 | 25:16 | 25:21 | 25:17 |       | 400       | raport |        |
| 02.12.2009                                                                                       | 18:00 | Dinamo Bukareszt            | 1:3   | Budućnost Podgorica      | 20:25 | 25:21 | 19:25 | 17:25 |       |           | 200    | raport |
| 09.12.2009                                                                                       | 18:00 | Dinamo Bukareszt            | 0:3   | Budućnost Podgorica      | 22:25 | 20:25 | 23:25 |       |       | 500       | raport |        |
| 02.12.2009                                                                                       | 18:00 | VK Dukla Liberec            | 0:3   | Selver Tallinn           | 19:25 | 18:25 | 14:25 |       |       |           | 520    | raport |
| 10.12.2009                                                                                       | 18:00 | VK Dukla Liberec            | 1:3   | Selver Tallinn           | 18:25 | 23:25 | 25:22 | 19:25 |       | 1000      | raport |        |
| 02.12.2009                                                                                       | 19:00 | Volley Amriswil             | 0:3   | Bre Banca Lannutti Cuneo | 22:25 | 15:25 | 21:25 |       |       |           | 700    | raport |
| 09.12.2009                                                                                       | 20:30 | Volley Amriswil             | 1:3   | Bre Banca Lannutti Cuneo | 21:25 | 25:21 | 21:25 | 23:25 |       | 1590      | raport |        |
| Po lewej gospodarze pierwszych meczów.                                                           |       |                             |       |                          |       |       |       |       |       |           |        |        |

### 1/8 finału
| Data                                   | Godz. | Drużyna 1             | Wynik | Drużyna 2                   | 1     | 2     | 3     | 4     | 5     | Złoty set | Widzów | *      |
| -------------------------------------- | ----- | --------------------- | ----- | --------------------------- | ----- | ----- | ----- | ----- | ----- | --------- | ------ | ------ |
| 05.01.2010                             | 18:00 | Iskra Odincowo        | 3:1   | Fakieł Nowy Urengoj         | 25:23 | 25:27 | 25:22 | 25:21 |       |           |        | raport |
| 12.01.2010                             | 18:30 | Iskra Odincowo        | 3:0   | Fakieł Nowy Urengoj         | 25:20 | 25:23 | 25:17 |       |       | 1000      | raport |        |
| 07.01.2010                             | 20:00 | Montpellier UC        | 1:3   | Domex Tytan AZS Częstochowa | 20:25 | 22:25 | 25:16 | 22:25 |       |           | 600    | raport |
| 14.01.2010                             | 18:15 | Montpellier UC        | 3:2   | Domex Tytan AZS Częstochowa | 13:25 | 19:25 | 25:18 | 25:23 | 15:13 | 1800      | raport |        |
| 05.01.2010                             | 20:00 | EA Patras             | 3:0   | Dynamo Apeldoorn            | 25:19 | 25:23 | 25:19 |       |       |           | 500    | raport |
| 13.01.2010                             | 20:30 | EA Patras             | 2:3   | Dynamo Apeldoorn            | 25:22 | 17:25 | 23:25 | 25:20 | 13:15 | 500       | raport |        |
| 06.01.2010                             | 20:15 | aon hotVolleys Wiedeń | 0:3   | GS Iraklis                  | 28:30 | 21:25 | 22:25 |       |       |           | 800    | raport |
| 13.01.2010                             | 19:00 | aon hotVolleys Wiedeń | 0:3   | GS Iraklis                  | 16:25 | 23:25 | 23:25 |       |       |           | raport |        |
| 07.01.2010                             | 20:30 | Palma Volley          | 1:3   | Arkas Spor                  | 28:26 | 23:25 | 23:25 | 23:25 |       |           | 210    | raport |
| 14.01.2010                             | 19:00 | Palma Volley          | 0:3   | Arkas Spor                  | 14:25 | 18:25 | 22:25 |       |       | 1800      | raport |        |
| 06.01.2010                             | 20:00 | Crvena zvezda Belgrad | 0:3   | ZAKSA Kędzierzyn-Koźle      | 23:25 | 21:25 | 18:25 |       |       |           | 150    | raport |
| 13.01.2010                             | 18:00 | Crvena zvezda Belgrad | 0:3   | ZAKSA Kędzierzyn-Koźle      | 20:25 | 16:25 | 18:25 |       |       |           | raport |        |
| 06.01.2010                             | 20:00 | Tourcoing LM          | 3:0   | Budućnost Podgorica         | 25:17 | 25:21 | 25:19 |       |       |           | 650    | raport |
| 12.01.2010                             | 18:00 | Tourcoing LM          | 3:1   | Budućnost Podgorica         | 25:22 | 29:31 | 25:23 | 25:19 |       | 500       | raport |        |
| 07.01.2010                             | 18:00 | Selver Tallinn        | 0:3   | Bre Banca Lannutti Cuneo    | 18:25 | 18:25 | 20:25 |       |       |           |        | raport |
| 13.01.2010                             | 19:00 | Selver Tallinn        | 1:3   | Bre Banca Lannutti Cuneo    | 25:23 | 21:25 | 27:29 | 16:25 |       | 2247      | raport |        |
| Po lewej gospodarze pierwszych meczów. |       |                       |       |                             |       |       |       |       |       |           |        |        |

### Ćwierćfinały
| Data                                   | Godz. | Drużyna 1      | Wynik | Drużyna 2                   | 1     | 2     | 3     | 4     | 5     | Złoty set | Widzów | *      |
| -------------------------------------- | ----- | -------------- | ----- | --------------------------- | ----- | ----- | ----- | ----- | ----- | --------- | ------ | ------ |
| 28.01.2010                             | 19:00 | Iskra Odincowo | 3:0   | Domex Tytan AZS Częstochowa | 25:21 | 25:14 | 25:15 |       |       |           | 1000   | raport |
| 02.02.2010                             | 19:00 | Iskra Odincowo | 3:1   | Domex Tytan AZS Częstochowa | 25:20 | 23:25 | 26:24 | 25:21 |       | 1700      | raport |        |
| 27.01.2010                             | 20:00 | EA Patras      | 3:1   | GS Iraklis                  | 25:23 | 25:19 | 21:25 | 25:14 |       | 15:11     | 500    | raport |
| 03.02.2010                             | 19:00 | EA Patras      | 1:3   | GS Iraklis                  | 13:25 | 17:25 | 25:22 | 17:25 |       | 15:11     | 1100   | raport |
| 28.01.2010                             | 19:00 | Arkas Spor     | 3:2   | ZAKSA Kędzierzyn-Koźle      | 25:20 | 29:27 | 22:25 | 23:25 | 18:16 |           | 2100   | raport |
| 03.02.2010                             | 18:00 | Arkas Spor     | 1:3   | ZAKSA Kędzierzyn-Koźle      | 25:19 | 20:25 | 16:25 | 18:25 |       | 2100      | raport |        |
| 27.01.2010                             | 20:00 | Tourcoing LM   | 1:3   | Bre Banca Lannutti Cuneo    | 25:27 | 26:24 | 23:25 | 27:29 |       |           | 3000   | raport |
| 03.02.2010                             | 19:00 | Tourcoing LM   | 0:3   | Bre Banca Lannutti Cuneo    | 23:25 | 19:25 | 20:25 |       |       | 2407      | raport |        |
| Po lewej gospodarze pierwszych meczów. |       |                |       |                             |       |       |       |       |       |           |        |        |

### Runda Challenge
| Data                                   | Godz. | Drużyna 1              | Wynik | Drużyna 2                | 1     | 2     | 3     | 4     | 5     | Złoty set | Widzów | *      |
| -------------------------------------- | ----- | ---------------------- | ----- | ------------------------ | ----- | ----- | ----- | ----- | ----- | --------- | ------ | ------ |
| 25.02.2010                             | 20:30 | CoprAtlantide Piacenza | 3:0   | ZAKSA Kędzierzyn-Koźle   | 25:18 | 25:21 | 25:14 |       |       |           | 1231   | raport |
| 03.03.2010                             | 16:00 | CoprAtlantide Piacenza | 3:1   | ZAKSA Kędzierzyn-Koźle   | 25:22 | 18:25 | 19:25 | 22:25 |       | 2150      | raport |        |
| 24.02.2010                             | 20:00 | Tours VB               | 2:3   | Iskra Odincowo           | 23:25 | 25:19 | 23:25 | 25:18 | 9:15  |           | 1600   | raport |
| 03.03.2010                             | 19:00 | Tours VB               | 2:3   | Iskra Odincowo           | 25:22 | 19:25 | 30:28 | 17:25 | 9:15  | 1200      | raport |        |
| 24.02.2010                             | 20:15 | CAI Voleibol Teruel    | 2:3   | Bre Banca Lannutti Cuneo | 13:25 | 25:16 | 24:26 | 25:23 | 10:15 |           | 1600   | raport |
| 04.03.2010                             | 19:00 | CAI Voleibol Teruel    | 0:3   | Bre Banca Lannutti Cuneo | 15:25 | 17:25 | 16:25 |       |       | 2293      | raport |        |
| 23.02.2010                             | 20:30 | Noliko Maaseik         | 3:1   | EA Patras                | 25:18 | 25:18 | 16:25 | 25:20 |       | 15:12     | 1500   | raport |
| 03.03.2010                             | 20:00 | Noliko Maaseik         | 1:3   | EA Patras                | 25:20 | 17:25 | 25:27 | 23:25 |       | 15:12     | 2500   | raport |
| Po lewej gospodarze pierwszych meczów. |       |                        |       |                          |       |       |       |       |       |           |        |        |

### Turniej finałowy
Miejsce: Lotto Dôme,  Maaseik

#### Półfinały
| Data       | Godz. | Drużyna 1              | Wynik | Drużyna 2                | 1     | 2     | 3     | 4     | 5 | Widzów | *      |
| ---------- | ----- | ---------------------- | ----- | ------------------------ | ----- | ----- | ----- | ----- | - | ------ | ------ |
| 27.03.2010 | 16:00 | CoprAtlantide Piacenza | 0:3   | Bre Banca Lannutti Cuneo | 20:25 | 22:25 | 23:25 |       |   | 1600   | raport |
| 27.03.2010 | 20:30 | Iskra Odincowo         | 3:1   | Noliko Maaseik           | 25:19 | 25:17 | 25:27 | 25:20 |   | 2200   | raport |

#### Mecz o 3. miejsce
| Data       | Godz. | Drużyna 1              | Wynik | Drużyna 2      | 1     | 2     | 3     | 4     | 5 | Widzów | *      |
| ---------- | ----- | ---------------------- | ----- | -------------- | ----- | ----- | ----- | ----- | - | ------ | ------ |
| 28.03.2010 | 15:00 | CoprAtlantide Piacenza | 1:3   | Noliko Maaseik | 20:25 | 25:23 | 16:25 | 19:25 |   | 2500   | raport |

#### Finał
| Data       | Godz. | Drużyna 1                | Wynik | Drużyna 2      | 1     | 2     | 3     | 4     | 5 | Widzów | *      |
| ---------- | ----- | ------------------------ | ----- | -------------- | ----- | ----- | ----- | ----- | - | ------ | ------ |
| 28.03.2010 | 18:00 | Bre Banca Lannutti Cuneo | 3:1   | Iskra Odincowo | 25:22 | 21:25 | 25:21 | 26:24 |   | 2400   | raport |

## Klasyfikacja końcowa
| Miejsce | Drużyna                  |
| ------- | ------------------------ |
| 1.      | Bre Banca Lannutti Cuneo |
| 2.      | Iskra Odincowo           |
| 3.      | Noliko Maaseik           |
| 4.      | CoprAtlantide Piacenza   |

## Nagrody indywidualne
| Najlepszy zawodnik (MVP)               | Najlepszy punktujący         | Najlepszy atakujący          | Najlepszy blokujący                | Najlepszy zagrywający                  | Najlepszy przyjmujący           | Najlepszy libero                      | Najlepszy rozgrywający                |
| -------------------------------------- | ---------------------------- | ---------------------------- | ---------------------------------- | -------------------------------------- | ------------------------------- | ------------------------------------- | ------------------------------------- |
| Wout Wijsmans Bre Banca Lannutti Cuneo | Jochen Schöps Iskra Odincowo | Jochen Schöps Iskra Odincowo | Simon Van De Voorde Noliko Maaseik | Wout Wijsmans Bre Banca Lannutti Cuneo | Bert Derkoningen Noliko Maaseik | Hubert Henno Bre Banca Lannutti Cuneo | Nikola Grbić Bre Banca Lannutti Cuneo |